# Engyprosopon longipelvis
Engyprosopon longipelvis är en fiskart som beskrevs av Amaoka, 1969. Engyprosopon longipelvis ingår i släktet Engyprosopon och familjen tungevarsfiskar. Inga underarter finns listade i Catalogue of Life.